# Chinese wielewaal
De Chinese wielewaal (Oriolus chinensis) is een zangvogel uit de familie Oriolidae (wielewalen en vijgvogels). De vogel komt voor in Oost-Azië in gemengd bos en in parken en grote tuinen.

## Kenmerken
De vogel is 23 tot 26 cm lang. Het mannetje is gemakkelijk te herkennen aan zijn opvallend helder en kleurrijk verenkleed. Het vrouwtje is geelgroen en gebroken wit, het mannetje is goudgeel en zwart gekleurd. De Chinese wielewaal heeft een rode, kegelvormige snavel. Hij leeft voornamelijk solitair. Het zijn schuwe vogels die zelden goed te zien zijn omdat ze zich verbergen tussen de bladeren in de bomen. Het geluid lijkt een beetje op het gejodel de van de gewone wielewaal. Er zijn echter ondersoorten die onderling sterk verschillende geluiden maken.

## Voedsel
De Chinese wielewaal foerageert bij voorkeur op insecten zoals kevers, (nacht)vlinders, sprinkhanen, krekels, rupsen en kevers maar ook vruchten. De wielewaal heeft een voorkeur voor bosgrond. Met zijn kegelvormige snavel kan de vogel gemakkelijk de pitten van het vruchtvlees scheiden. Deze techniek moet de vogel wel leren.

## Verspreiding en leefgebied
De Chinese wielewaal komt voor in China, Korea, het eiland Java, diverse andere grote en kleine eilanden in de Indische Archipel. Het is een trekvogel die overwintert in het zuiden van China en Indochina, Myanmar en het schiereiland Malakka.  Het is een warmteminnende soort die leeft in streken met een zomertemperatuur tussen 22 en 30 °C. Hoewel hij geregeld te vinden is in de bomen in parken en in de buurt van menselijke nederzettingen, blijft de vogel vaak onzichtbaar. Sinds de jaren 1920 heeft de vogel zich in de stad Singapore ontwikkeld tot een van de meest voorkomende stadsvogels.
De soort telt 20 ondersoorten:
- O. c. diffusus: oostelijk Azië.
- O. c. andamanensis: Andamanen.
- O. c. macrourus: Nicobaren.
- O. c. maculatus: Malakka, Sumatra, Java, Bali en Borneo.
- O. c. mundus: Simeulue en Nias.
- O. c. sipora: Sipora (Mentawai-eilanden).
- O. c. richmondi: Siberut en Pagi (Mentawai-eilanden).
- O. c. lamprochryseus: Masalembu.
- O. c. insularis: Sapudi, Raas en Kangean.
- O. c. melanisticus: Talaudeilanden.
- O. c. sangirensis: Sangihe-eilanden en Tabukan.
- O. c. formosus: Siau, Tahulandang, Ruang, Biaro en Mayu.
- O. c. celebensis: Sulawesi en nabijgelegen eilanden.
- O. c. frontalis: Banggai-eilanden en de Soela-groep.
- O. c. stresemanni: Peleng.
- O. c. boneratensis: eilanden in de Floreszee.
- O. c. broderipi: Kleine Soenda-eilanden.
- O. c. chinensis: noordelijk Filipijnen.
- O. c. yamamurae: centrale en zuidelijke Filipijnen.
- O. c. suluensis: Sulu-eilanden.

## Status
De grootte van de populatie is niet gekwantificeerd, maar er is geen aanleiding te veronderstellen dat de soort in aantal achteruit gaat, daarom staat de Chinese wielewaal als niet bedreigd op de Rode Lijst van de IUCN.